# 小泉藩
小泉藩（こいずみはん）は、大和国に存在した藩。藩庁は小泉陣屋（現在の奈良県大和郡山市小泉町）。

## 藩史
小泉藩の藩祖は、賤ヶ岳の七本槍の一人として名を馳せた片桐且元の弟・片桐貞隆である。貞隆は兄とともに豊臣秀吉に仕えて小田原征伐や文禄の役で武功を挙げ、播磨国内で1万石の所領を与えられた。貞隆は、豊臣秀頼の傅役となった兄・且元とともに、秀吉没後の豊臣家を支えた。
慶長5年（1600年）の関ヶ原の戦いの後、貞隆は徳川家康によって所領を大和小泉1万石に移された。これが小泉藩の立藩である。慶長19年（1614年）に起こった方広寺鐘銘問題をきっかけに、片桐兄弟は秀頼らから家康と内通していると猜疑され、貞隆は且元とともに大坂城から退去して摂津茨木城へ移った。大坂城からの退去の際、片桐家の兵300人は完全武装の上、鉄砲の火縄に点火するという物々しいものであったと言われている。豊臣家は片桐兄弟という柱石を失い、同年から始まった大坂の陣で、家康により滅ぼされた。
大坂の陣の後、貞隆は家康の家臣となり、6000石の加増を受け、小泉藩は1万6000石となる。
貞隆の子である第2代藩主・片桐貞昌は茶人として高名であり、「片桐石州」の名で知られる。寛文5年（1665年）には将軍・徳川家綱の茶道指南となり、茶道石州流の地位を築き上げた。そのほかにも、建築関係で功績が高い人物である。貞昌は弟の片桐貞晴に3000石を分与したため、小泉藩は1万3000石となる。
貞昌の三男で第3代藩主・片桐貞房のときに庶兄・片桐信隆に1000石を分与したため、1万2000石となる。その後、さらに1000石を収公されて、総石高は1万1000石となった。
第5代藩主・片桐貞音は不手際から幕府に処罰された。第8代藩主・片桐貞信は遜斎と号した茶人で、石州流中興の祖といわれている。
幕末期には藩主の早世が相次いだため、第11代藩主・片桐貞利からは他家の養子が迎えられるに至った。しかしその養子も早世が相次いでいる。最後の藩主となった片桐貞篤の時代に幕末を迎えた。貞篤は水戸徳川家の出身で、天誅組の変鎮圧などに貢献するなどはじめ佐幕派であったが、慶応4年（1868年）の戊辰戦争では新政府に協力して京都守備を務めている。
明治2年（1869年）の版籍奉還で小泉藩知事となり、明治4年（1871年）の廃藩置県で藩知事を免官され、小泉藩は廃藩となった。

## 歴代藩主
片桐家
外様 1万石→1万6000石→1万3000石→1万1000石
1. 片桐貞隆
2. 片桐貞昌
3. 片桐貞房
4. 片桐貞起
5. 片桐貞音
6. 片桐貞芳
7. 片桐貞彰
8. 片桐貞信
9. 片桐貞中
10. 片桐貞照
11. 片桐貞利
12. 片桐貞篤

## 小泉藩の家臣
- 藤林宗源（家老・茶人）

## 幕末の領地
- 山城国
  - 久世郡のうち - 1村
  - 相楽郡のうち - 1村
- 大和国
  - 添上郡のうち - 1村
  - 添下郡のうち - 8村
- 和泉国
  - 和泉郡のうち - 4村（うち1村を伯太藩に編入）
- 摂津国
  - 川辺郡のうち - 2村

| 先代 （大和国） | 行政区の変遷 1600年 - 1871年 （郡山藩→郡山県） | 次代 奈良県（第1次） |